# Richard Law (8e baron Ellenborough)
Richard Edward Cecil Law, 8e baron Ellenborough (14 janvier 1926 - 7 juin 2013), est membre de la Chambre des lords.

## Biographie
Il fait ses études au Collège d'Eton. Il devient baron Ellenborough et entre à la Chambre des Lords à la mort de son père Henry Law (7e baron Ellenborough), en 1945, à l'âge de 19 ans. Il siège à la Chambre des Lords comme pair conservateur.
Il est administrateur du Towry Law Group entre 1958 et 1994 et président de l'Association nationale de l'Union des contribuables entre 1960 et 1990.
Law épouse Rachel Mary Hedley en 1953. Ils ont trois fils : Rupert Edward Henry Law, 9e baron Ellenborough, Edmund Ivor Cecil Law, et Charles Law. Richard Law est décédé en 2013.